# Valvassore
Valvassore (pl. valvassori) foi um título de nobreza e uma magistratura italiana.
Foi mais comum em Milão. De início o título designava o vassalo de um vassalo (vassus vassorum), subordinado em geral a um capitaneus ou cattaneus (um senhor feudal que havia recebido seu feudo diretamente do monarca), e podia estar associado a algum cargo oficial. Mais tarde, quando os capitanei ascenderam à posição de condes, os valvassori se tornaram capitanei, e depois também condes. Os valvassori podiam ter seus próprios vassalos, chamados valvassini, que constituíam a camada mais baixa dos titulares de feudos, mas cujos privilégios em geral não eram hereditários nem eram considerados membros da nobreza, embora com o passar do tempo alguns obtivessem confirmações hereditárias de seus privilégios.
A palavra valvassore também podia designar um proprietário de terras não enfeudadas que obtinha o privilégio de independência da jurisdição dos condes, equivalendo à condição de homem livre.